# 미나미하라역
미나미하라역(일본어: 南三原駅, みなみはらえき)은 일본 지바현 미나미보소시에 있는 동일본 여객철도의 철도역이다. 시정촌 통합으로 미나미보소 시의 일부가 되기 전의 지역 이름인 아와 군 "미나미미하라 촌" (南三原村)에서 딴 것이지만, 한자를 읽는 것이 다르다.

## 역 구조
상대식 2면 2선 구조의 지상역이다. 양쪽 승강장은 과선교로 이어져 있다. 다테야마 역이 관리하며, 역 업무는 JR 지바 철도 서비스가 대신 하고 있다. 간이 개찰기에서 스이카 및 제휴 교통카드의 사용이 가능하다.

### 승강장
| 1 | ■ 우치보 선 | 다테야마 · 기미쓰 · 기사라즈 · 지바 방면 |
| 2 | ■ 우치보 선 | 아와카모가와 방면                        |

## 역세권 정보
- 미나미보소시청 마루야마 출장소 (구 마루야마 정사무소)
- 국도 제128호선

## 역사
- 1921년 6월 1일 - 일본국유철도의 역으로 개업하였다.
- 1987년 4월 1일 - 민영화에 따라 동일본 여객철도의 소속이 되었다.
- 2009년 3월 14일 - 스이카의 사용이 가능해졌다.

## 인접역
| 동일본 여객철도 우치보 선 | 동일본 여객철도 우치보 선 | 동일본 여객철도 우치보 선  |
| ------------------------- | ------------------------- | -------------------------- |
| 지토세 소가 방면          | ■ 우치보 선               | 와다우라 아와카모가와 방면 |